# Décès en 1315
Décès
- 1311
- 1312
- 1313
- 1314
- 1315
- 1316
- 1317
- 1318
- 1319

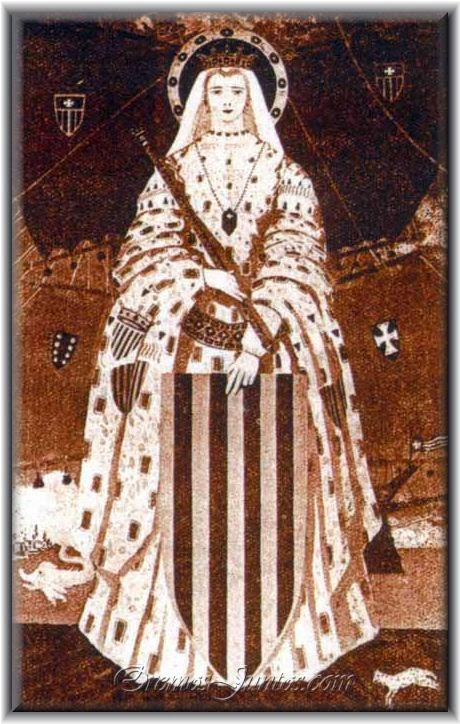
Esclarmonde de Foix, reine de Majorque, morte en 1315.

Cette page dresse une liste de personnalités mortes au cours de l'année 1315 :
- janvier : Jean de Savigny, évêque de Nevers.
- 22 février : Eustache le Franchomme de Hognoul, homme de guerre tenant des Awans dans la guerre des Awans et des Waroux.
- 7 mars : Robert d'Harcourt, évêque de Coutances.
- 10 mars : Agnès Blannbekin, béguine autrichienne et une mystique chrétienne.
- 1er avril : Philippe le Boulenger, évêque de Séez.
- 29 avril : André Lemoine, évêque de Noyon.
- 30 avril : 
  - Enguerrand de Marigny, chambellan et ministre du roi Philippe IV le Bel, comte de Longueville.
  - Marguerite de Bourgogne, titrée reine de France et de Navarre, impliquée dans le scandale de la Tour de Nesle[1].
- 1er mai : Marguerite de Brandebourg, duchesse consort de Grande-Pologne, reine consort de Pologne et duchesse consort de Saxe-Lauenburg-Ratzenburg (en).
- 9 mai : Hugues V de Bourgogne, duc de Bourgogne, roi titulaire de Thessalonique.
- 13 mai : Adolphe VI de Holstein-Schaumbourg, comte de Holstein-Pinneberg et de Schaumbourg.
- 29 juin : Raymond Lulle, Religieux franciscain, philosophe, poète, théologien, missionnaire, apologiste chrétien et romancier majorquin.
- 12 août : Guy de Beauchamp, comte de Warwick.
- 18 août : Hōjō Hirotoki, douzième shikken du shogunat de Kamakura, il dirige le Japon.
- 29 août : Pierre le tempétueux, comte d'Eboli.
- 31 août : Andrea Dotti, religieux italien, de l'ordre des Servi di Maria, vénéré comme saint de l'Église catholique.
- 13 décembre : Gaston Ier de Foix-Béarn, comte de Foix, vicomte de Castelbon, de Béarn (sous le nom de Gaston VIII), coprince d'Andorre, vicomte de Marsan.

- Alix de Brabant, dame de Mézières-en-Brenne.
- Balian d'Ibelin, prince titulaire de Galilée.
- Bonvesin della Riva, frère du troisième ordre des Humiliés et poète italien néolatin, considéré comme le plus grand écrivain lombard.
- Esclarmonde de Foix, reine de Majorque.
- Isabelle d'Ibelin, noble française.
- Jean Ier de Chalon-Arlay, seigneur d’Arlay et vicomte de Besançon.
- Jean V de Vendôme, comte de Vendôme et seigneur de Castres de la Maison de Montoire.

date incertaine (vers 1315)
- Mieszko de Cieszyn, duc de Cieszyn,  d'Oświęcim et Racibórz.

## Crédit d'auteurs
- Cet article est partiellement ou en totalité issu de l'article intitulé « 1315 » (voir la liste des auteurs).